# Hockey Club Excelsior Pola
L'Hockey Club Excelsior Pola è stato un club italiano di hockey su pista avente sede a Pola, nella dismessa provincia dell'Istria.
Nella sua storia ha vinto la prima edizione del campionato nazionale di hockey su pista.

## Storia
Già prima dello scoppio della prima guerra mondiale a Pola erano presenti 4 squadre cittadine di hockey su pista, che si sfidavano tra loro o con i sodalizi triestini. Non appena terminato il conflitto, le squadre si ricostituirono e ripresero immediatamente l'attività.
L'Hockey Club Excelsior fu fondato il 18 febbraio 1922 e in quello stesso anno la squadra iscrisse per prima il proprio nome nell'Albo d'oro del massimo campionato italiano di hockey su pista, vincendo la 1ª edizione.

## Cronistoria
| Cronistoria dell'Hockey Club Excelsior Pola |
| --- |
| - 1922 · Fondazione dell'Hockey Club Excelsior Pola - 1922 · 1º nel campionato italiano. Campione d'Italia (1º titolo) - ... · Cessa l'attività. |

## Palmarès

### Titoli nazionali
- Campionato italiano: 1
  - 1922